# بيت الله محسود
بيت الله محسود (1974 - 5 أغسطس 2009) الزعيم المؤسس لحركة طالبان باكستان. قتل يوم الأربعاء 5 آب 2009 في هجوم صاروخي لطائرة أميركية بدون طيار في منطقة نائية من مقاطعة وزيرستان الجنوبية. (و. 1970-5 أغسطس 2009) هو قائد مليشيا عسكرية متمردة في وزيرستان، باكستان. وقائد حركة طالبان باكستان، التي تأسست في ديسمبر 2007.

## النشأة
ولد بيت الله محسود عام 1970 في قرية لاندي دهوك في منطقة بانو في وزيرستان بباكستان، وينتمي إلى قبيلة محسود التي تعد أكبر قبائل منطقة جنوب وزيرستان ويمثل أفرادها 60% من سكان المنطقة البالغ عددهم 700 ألف نسمة.ولم يلتحق بيت الله بأي مدرسة حكومية أو دينية.

## ملامح شخصية
كان بيت الله محسود يعاني من مرض السكري ويتلقى العلاج بشكل مستمر. وقال أحد الزعماء القبليين - الذي رفض ذكر اسمه - في تصريحات لإسلام أون لاين: «على الرغم من مرضه فإنه رجل نشيط للغاية، ويغير مخابئه باستمرار تاركا أجهزة الاستخبارات بلا أي دليل قد يرشدهم إليه».
وأضاف: «على الصعيد الشخصي هو رجل كريم ومهذب للغاية، وقد التقيته مرة واحدة قبل ستة أشهر، ووجدته إنسانا جيدا، ولم أشعر بأي شيء غير عادي نحوه».
ولم يتمكن الزعيم القبلي من وصف ملامح بيت الله محسود، مشيرا إلى أنه كان يغطي وجهه أثناء لقائه.
وقال صحفي محلي - رفض الإفصاح عن اسمه نظرا لحساسية القضية - في تصريحات لـ«إسلام أون لاين.نت»: «إنه نادرا ما يتحدث مع من لا يعرفهم، وعندما يلتقي الصحفيين المحليين دائما ما يبقي وجهه ملثما».
وأضاف: «التقيته مع عدد من أصدقائي، وكان انطباعنا الأول عنه أنه إنسان جيد حقا ومضياف، وأجاب بشكل مهذب عن أسئلتنا القاسية». ولم يظهر بيت الله وجهه كذلك في حديث له مؤخرا مع فضائية الجزيرة.

## العمل العسكري
عمل بيت الله مساعدا لشقيقه قائد حركة طالبان باكستان عبد الله محسود، وكان حارب ضد القوات السوفيتية في أفغانستان.
وعندما قتل شقيقه عبد الله في تبادل لإطلاق النار في أواخر يوليو 2007 في منطقة زهوب بإقليم بلوشستان، أصبح بيت الله قائدا وحيدا لا منازع له في منطقة جنوب وزيرستان وما حولها، ثم يتولى قيادة الحركة.
وتتبنى حركة طالبان باكستان أجندة عالمية تتضمن التصدي للولايات المتحدة وبريطانيا، كما تهدف إلى تطبيق الشريعة الإسلامية وطرد الجيش الباكستاني من المناطق القبلية.
وبدأ اسم بيت الله بالظهور في الصحف اليومية المحلية والعالمية بعدما فرض الرئيس الباكستاني السابق برويز مشرف حالة الطوارئ في البلاد بهدف التخلص من القضاة المعارضين لإعادة انتخابه رئيسا للبلاد.
ويوصف بأنه رجل نشيط ويبدل مخابئه باستمرار تاركا أجهزة الاستخبارات بلا أي دليل قد يرشدهم إليه، كما يأبى إظهار وجهه للكاميرا، وإنما يبقى ملثما.
ويقود مليشيا عالية التدريب تضم حوالي 20 ألف مقاتل في منطقتي جنوب وشمال وزيرستان التي تقدر مساحتهما بحوالي 2700 كيلومتر مربع، ويعتقد أنه يعمل تحت قيادته حوالي 3000 مقاتل أجنبي، أغلبهم من آسيا الوسطى.

## أمير طالبان
وانتخب بيت الله محسود مؤخرا أميرا لحركة طالبان الباكستانية ليصبح قائدا لكل القبائل التي تكن تعاطفا لحركة طالبان، وقائدا لكل رجال القبائل من جنوب وزيرستان إلى باجور، ما جعله الرجل الأقوى والأكثر نفوذا في منطقة القبائل.
وفي 30 أغسطس 2007 احتجزت المليشيا التابعة لبيت الله محسود نحو 243 جنديا باكستانيا لمبادلتهم ببعض مقاتلي الحركة المعتقلين لدى السلطات الباكستانية.
ويحظى بيت الله بشعبية في أوساط القبائل، ويوصف بأنه استعاد القانون والنظام في المنطقة وخلصها من شرور اللصوص وقطاع الطرق الذين كانوا يثيرون الرعب فيها.
مكافأة مالية
خصصت وزارة الخارجية الأميركية مكافأة بقيمة خمسة ملايين دولار أميركي مقابل الإدلاء بأي معلومات من شأنها أن تؤدي إلى معرفة مكانه والقبض عليه.
وتعتقد السلطات الباكستانية أن مسلحين تابعين لبيت الله هم وراء اغتيال رئيسة الوزراء الباكستانية السابقة وزعيمة حزب الشعب بينظير بوتو.
وشارك بيت الله في قيادة بعض الهجمات عبر الحدود ضد القوات الأميركية في أفغانستان، وهدد بالهجوم على الولايات المتحدة في أكثر من مناسبة.

## أراء حول محسود
وصفت صحيفة ذي أوبزيرفر البريطانية زعيم حركة طالبان باكستان بيت الله محسود بأنه أحد أكثر الشخصيات المرهوبة الجانب ليس في باكستان وحدها بل في العالم بأسره. وقالت الصحيفة –في تقرير تناول شخصية الزعيم الباكستاني الإسلامي- إن بزوغ نجم محسود هو نتاج أفكار وأحداث عدة، وإن الشباب الغض، ومعظمهم ينحدر من عائلات فقيرة، هم وقود حركته. أما من يتولى تدريبهم فهو قارئ حسين، الذراع اليمنى لزعيم طالبان باكستان.
ومن أبرز إنجازات محسود في رأي الصحيفة أنه أعاد للشبكة الجهادية في أفغانستان عنفوانها، وجمع أمراء الحرب من قبائل البشتون والمجاهدين من إقليم البنجاب وفلول تنظيم القاعدة في أرجاء العالم الإسلامي تحت راية واحدة.
وقد منحه هذا المزج بين العناصر الجهادية المدربة والمال والقدرة على التنظيم الوسائل اللازمة، إمكان توجيه ضربات في أي مكان بباكستان.
ومع أن بيت الله محسود المولود عام 1970 رجل أمي، فإنه يتمتع بذكاء وجاذبية هادئة وقدرة على التركيز. قضى محسود الجزء الأخير من ثمانينيات القرن الماضي في محاربة الروس بأفغانستان وبرز إلى الواجهة عام 2004 ليملأ الفراغ الذي تركه القائد الميداني نك محمد، الذي قتل في غارة جوية أميركية.
ولمحسود خصومه، فهنالك مولاي ناظر الذي يبسط هيمنته على سهول وتلال جنوب وزيرستان المنخفضة، وحافظ گول بهادور في شمال وزيرستان. والثلاثة تفصل بينهم الأرض والقبيلة والانتماءات الخارجية.
ومنذ فبراير 2008 شكّل الثلاثة تحالفا أطلقوا عليه اسم «مجلس المجاهدين المتحد» من أجل التصدي حسب ما هو مفترض لمقدم 21 ألف جندي أميركي إضافي إلى أفغانستان في وقت لاحق من العام الحالي.
وتزعم الصحيفة أن لزعيم طالبان صلات ب جهاز الاستخبارات الباكستاني، وتنقل عن محلل يدعى خالد أحمد تأكيده أن بيت الله محسود حليف لبعض العناصر داخل المؤسسة الرسمية ومنها الجيش.
وفي معرض تعليقها على حادثة مقتل 13 شخصا في مركز للهجرة بمدينة نيويورك يوم الجمعة الماضي الذي أعلن محسود مسؤولية حركته عنه، رأت صحيفة ذي إندبندنت اون صنداي أن الزعيم الباكستاني إنما خلق بذلك لنفسه سمعة سيئة في وقت تتأهب فيه إدارة الرئيس الأميركي باراك أوباما لشن عدوان جديد على قوات طالبان والمليشيات المتحالفة معها التي تأوي عناصر تنظيم القاعدة.
ويحظى بيت الله بشعبية في أوساط القبائل. ويقول حسين خان الذي يمتلك صيدلية في مدينة وانا (عاصمة إقليم وزيرستان): إن القبائل تحب هذا الرجل بسبب «الأعمال الطيبة» التي يقوم بها.
وقال خان أيضا: «لقد استعاد القانون والنظام في المنطقة»، مشيرا إلى أن اللصوص وقطاع الطرق كانوا يثيرون الرعب في كثير من المناطق قبل أن يسيطر عليها بيت الله محسود.

## العلاقة مع عبد الله محسود

### تقارير عن وفاته وزوجته
في 5 أغسطس 2009 أصاب صاروخان من درون يعتقد أنها أمريكية، منزل حمي بيت الله، مالك إكرام الدين محسود، وقتلت زوجة محسود الثانية. وقد توفي اثنان آخران في التفجير وأصيب بجروح أربعة أطفال في المجمع السكني، الذي كان يقطنه 40 شخصاً عندما استهدف في الساعة الواحدة صباحاً بالتوقيت المحلي. ونقلت رويترز، عن مسئول أمني في وزيرستان، أن القتيلين الآخرين كانا من المقاتلين. التقارير التي وردت بعد يومين تعتقد أن بيت الله كان أحد القتيلين.
وقد تزوج بيت الله ابنة مالك إكرام الدين، رجل الدين، في نوفمبر 2008. وقد ارتفعت وتيرة الهجمات الصاروخية الأمريكية المستهدفة لمنطقة محسود في جنوب وزيرستان بعد يونيو 2009، عندما أعلنت باكستان عن بدء شن هجوم على المنطقة، وهي التي كانت تعارض، في العلن، الهجمات الجوية من قبل.

## العملية خوست
في ديسمبر 2009، قام همام خليل البلوي بعملية تفجير استهدفت قاعدة للمخابرات المركزية الأميركية وقتل سبعة منهم في إقليم خوست الأفغاني وضابطا أردنيا، أقر البلوي في تسجيل له قبل القيام بالعملية إنه نفذ العملية نكاية في المخابرات الأردنية والأميركية. وإنه نفذ العملية ثأرا لمقتل بيت الله محسود.

## وصلات خارجية
صوت الجهاد 
مجلة الصمود 
- BBC Profile - Baitullah Mehsud بي بي سي نيوز 28 December 2007
- Who is Baitullah Mehsud? Part 1 and Part 2 (c) 2007
- CIA Places Blame for Bhutto Assassination واشنطن بوست 18 January 2008
- Pakistan's Most Wanted إسلام أون لاين، 29 January 2008
- Militant Orders His Fighters to Stop Attacks in Pakistan صوت أمريكا 24 April 2008